# Rumunia na Letnich Igrzyskach Olimpijskich 1952
Rumunię na Letnich Igrzyskach Olimpijskich 1952 reprezentowało 114 zawodników – 103 mężczyzn i 11 kobiet. Rumuni zdobyli na tych igrzyskach po raz pierwszy więcej niż jeden medal olimpijskich, jak również po raz pierwszy w historii złoty medal. Pierwszym Rumunem, który zdobył złoto olimpijskie był strzelec Iosif Sîrbu.

## Medale
| Medal  | Zawodnicy             | Sport       | Konkurencja | Data |
| ------ | --------------------- | ----------- | ----------- | ---- |
| złoto  | Iosif Sîrbu           | Strzelectwo |             |      |
| srebro | Vasile Tiță           | Boks        |             |      |
| brąz   | Gheorghe Fiat         | Boks        |             |      |
| brąz   | Gheorghe Lichiardopol | Strzelectwo |             |      |

## Wyniki

### Boks
Mężczyźni
- Ferencz Ambruș
- Dumitru Ciobotaru
- Mircea Dobrescu
- Gheorghe Fiat
- Géza Fürész
- Gheorghe Ilie
- Nicolae Linca
- Vasile Tiță
- Ion Zlătaru
- Neacșu Șerbu

| Zawodnik        | Pierwsza runda       | Druga runda          | Ćwierćfinał       | Półfinał | Finał | Miejsce |
| --------------- | -------------------- | -------------------- | ----------------- | -------- | ----- | ------- |
| Mircea Dobrescu | Yoshitarō Nagata 2:1 | Roland Johansson 3:0 | Nathan Brooks 0:3 |          |       | 5       |

| Zawodnik    | Pierwsza runda                 | Druga runda               | Ćwierćfinał | Półfinał | Finał | Miejsce |
| ----------- | ------------------------------ | ------------------------- | ----------- | -------- | ----- | ------- |
| Ion Zlătaru | Antoine Martin dyskwaliwikacja | Lennie von Graevenitz 1:2 |             |          |       | 9       |

| Zawodnik      | Pierwsza runda  | Druga runda     | Ćwierćfinał | Półfinał | Finał | Miejsce |
| ------------- | --------------- | --------------- | ----------- | -------- | ----- | ------- |
| Gheorghe Ilie | Percy Lewis 2:1 | Edson Brown 0:3 |             |          |       | 9       |

| Zawodnik      | Pierwsza runda            | Druga runda      | Ćwierćfinał         | Półfinał          | Finał | Miejsce |
| ------------- | ------------------------- | ---------------- | ------------------- | ----------------- | ----- | ------- |
| Gheorghe Fiat | Abdel Hamid El-Hamaky 3:0 | Kevin Martin 3:0 | Américo Bonetti 2:1 | Aleksy Antkiewicz |       | 3       |

| Zawodnik       | Pierwsza runda    | Druga runda             | Ćwierćfinał | Półfinał | Finał | Miejsce |
| -------------- | ----------------- | ----------------------- | ----------- | -------- | ----- | ------- |
| Ferencz Ambruș | Hans Petersen 3:0 | Wiktor Miednow kontuzja |             |          |       | 9       |

| Zawodnik      | Pierwsza runda    | Druga runda              | Ćwierćfinał | Półfinał | Finał | Miejsce |
| ------------- | ----------------- | ------------------------ | ----------- | -------- | ----- | ------- |
| Nicolae Linca | Sergio Gascue 3:0 | Günther Heidemann nokaut |             |          |       | 9       |

| Zawodnik     | Pierwsza runda     | Druga runda | Ćwierćfinał | Półfinał | Finał | Miejsce |
| ------------ | ------------------ | ----------- | ----------- | -------- | ----- | ------- |
| Neacșu Șerbu | Pentti Kontula 0:3 |             |             |          |       | 17      |

| Zawodnik    | Pierwsza runda                 | Druga runda                    | Ćwierćfinał                       | Półfinał          | Finał                  | Miejsce |
| ----------- | ------------------------------ | ------------------------------ | --------------------------------- | ----------------- | ---------------------- | ------- |
| Vasile Tiță | William Duggan dyskwalifikacja | Nelson Andrade dyskwalifikacja | Valter Sentimenti walka przerwana | Boris Nikołow 3:0 | Floyd Patterson nokaut | 2       |

| Zawodnik          | Pierwsza runda | Druga runda         | Ćwierćfinał | Półfinał | Finał | Miejsce |
| ----------------- | -------------- | ------------------- | ----------- | -------- | ----- | ------- |
| Dumitru Ciobotaru |                | Harry Siljander 1:2 |             |          |       | 9       |

| Zawodnik    | Pierwsza runda         | Druga runda | Ćwierćfinał | Półfinał | Finał | Miejsce |
| ----------- | ---------------------- | ----------- | ----------- | -------- | ----- | ------- |
| Géza Fürész | Tomislav Krizmanić 0:3 |             |             |          |       | 16      |

### Gimnastyka
Mężczyźni
- Eugen Balint
- Zoltan Balogh
- Carol Bedö
- Mihai Botez
- Francisc Cociș
- Andrei Kerekeș
- Aurel Loșniță
- Frederic Orendi

Kobiety
- Elisabeta Abrudeanu
- Helga Bîrsan
- Teofila Băiașu
- Ileana Gyarfaș
- Olga Göllner
- Olga Munteanu
- Stela Perin
- Eveline Slavici

| Zawodnik        | Punkty | Miejsce |
| --------------- | ------ | ------- |
| Carol Bedö      | 17,90  | 55      |
| Andrei Kerekeș  | 17,70  | 66      |
| Frederic Orendi | 17,20  | 94      |
| Francisc Cociș  | 16,80  | 108     |
| Eugen Balint    | 16,45  | 122     |
| Mihai Botez     | 16,45  | 122     |
| Zoltan Balogh   | 16,00  | 141     |
| Aurel Loșniță   | 15,20  | 157     |

| Zawodnik        | Punkty | Miejsce |
| --------------- | ------ | ------- |
| Andrei Kerekeș  | 17,60  | 114     |
| Aurel Loșniță   | 17,55  | 118     |
| Carol Bedö      | 17,50  | 120     |
| Frederic Orendi | 17,40  | 123     |
| Francisc Cociș  | 17,35  | 128     |
| Zoltan Balogh   | 16,65  | 153     |
| Mihai Botez     | 15,50  | 167     |
| Eugen Balint    | 14,95  | 171     |

| Zawodnik        | Punkty | Miejsce |
| --------------- | ------ | ------- |
| Frederic Orendi | 18,00  | 67      |
| Mihai Botez     | 17,85  | 81      |
| Andrei Kerekeș  | 16,60  | 131     |
| Eugen Balint    | 15,95  | 145     |
| Zoltan Balogh   | 15,80  | 149     |
| Aurel Loșniță   | 15,50  | 154     |
| Carol Bedö      | 15,25  | 158     |
| Francisc Cociș  | 14,45  | 168     |

| Zawodnik        | Punkty | Miejsce |
| --------------- | ------ | ------- |
| Frederic Orendi | 18,20  | 51      |
| Andrei Kerekeș  | 16,95  | 100     |
| Mihai Botez     | 13,65  | 163     |
| Francisc Cociș  | 11,50  | 168     |
| Aurel Loșniță   | 11,40  | 169     |
| Eugen Balint    | 11,25  | 172     |
| Carol Bedö      | 7,25   | 180     |
| Zoltan Balogh   | 6,75   | 182     |

| Zawodnik        | Punkty | Miejsce |
| --------------- | ------ | ------- |
| Mihai Botez     | 18,50  | 35      |
| Andrei Kerekeș  | 18,30  | 53      |
| Frederic Orendi | 17,45  | 94      |
| Zoltan Balogh   | 16,80  | 114     |
| Aurel Loșniță   | 16,70  | 117     |
| Francisc Cociș  | 16,65  | 119     |
| Eugen Balint    | 16,00  | 131     |
| Carol Bedö      | 14,70  | 163     |

| Zawodnik        | Punkty | Miejsce |
| --------------- | ------ | ------- |
| Andrei Kerekeș  | 17,80  | 55      |
| Frederic Orendi | 16,80  | 91      |
| Mihai Botez     | 16,25  | 101     |
| Carol Bedö      | 14,60  | 136     |
| Eugen Balint    | 14,00  | 142     |
| Zoltan Balogh   | 13,75  | 144     |
| Francisc Cociș  | 12,05  | 165     |
| Aurel Loșniță   | 9,25   | 180     |

| Zawodnik        | Punkty | Miejsce |
| --------------- | ------ | ------- |
| Frederic Orendi | 105,05 | 71      |
| Andrei Kerekeș  | 104,95 | 72      |
| Mihai Botez     | 98,20  | 124     |
| Francisc Cociș  | 88,80  | 157     |
| Eugen Balint    | 88,60  | 161     |
| Carol Bedö      | 87,20  | 165     |
| Zoltan Balogh   | 85,75  | 170     |
| Aurel Loșniță   | 85,60  | 172     |

Suma występów w poszczególnych konkurencjach.
| Zawodnicy | Punkty | Miejsce |
| --- | ------ | ------- |
| Eugen Balint, Zoltan Balogh, Carol Bedö, Mihai Botez, Francisc Cociș, Andrei Kerekeș, Aurel Loșniță, Frederic Orendi | 499.85 | 20      |

Suma pięciu najlepszych indywidualnych wyników w poszczególnych dyscyplinach
| Zawodniczka         | Punkty | Miejsce |
| ------------------- | ------ | ------- |
| Stela Perin         | 18,13  | 23      |
| Olga Munteanu       | 17,66  | 52      |
| Olga Göllner        | 17,56  | 61      |
| Ileana Gyarfaș      | 17,56  | 61      |
| Helga Bîrsan        | 17,16  | 83      |
| Eveline Slavici     | 17,02  | 91      |
| Teofila Băiașu      | 16,83  | 100     |
| Elisabeta Abrudeanu | 16,33  | 119     |

| Zawodniczka         | Punkty | Miejsce |
| ------------------- | ------ | ------- |
| Stela Perin         | 18,43  | 20      |
| Eveline Slavici     | 17,76  | 65      |
| Helga Bîrsan        | 17,32  | 91      |
| Elisabeta Abrudeanu | 17,32  | 91      |
| Ileana Gyarfaș      | 17,26  | 94      |
| Olga Göllner        | 16,53  | 111     |
| Olga Munteanu       | 16,22  | 115     |
| Teofila Băiașu      | 8,26   | 132     |

| Zawodniczka         | Punkty | Miejsce |
| ------------------- | ------ | ------- |
| Olga Göllner        | 17,86  | 29      |
| Olga Munteanu       | 17,76  | 38      |
| Stela Perin         | 17,36  | 58      |
| Teofila Băiașu      | 17,26  | 63      |
| Ileana Gyarfaș      | 17,13  | 67      |
| Eveline Slavici     | 17,09  | 69      |
| Helga Bîrsan        | 16,26  | 99      |
| Elisabeta Abrudeanu | 16,09  | 103     |

| Zawodniczka         | Punkty | Miejsce |
| ------------------- | ------ | ------- |
| Olga Göllner        | 18,12  | 24      |
| Stela Perin         | 17,93  | 21      |
| Ileana Gyarfaș      | 17,66  | 39      |
| Olga Munteanu       | 17,36  | 52      |
| Helga Bîrsan        | 17,26  | 62      |
| Teofila Băiașu      | 17,16  | 69      |
| Eveline Slavici     | 15,86  | 113     |
| Elisabeta Abrudeanu | 13,99  | 131     |

| Zawodniczka         | Punkty | Miejsce |
| ------------------- | ------ | ------- |
| Stela Perin         | 71,85  | 25      |
| Olga Göllner        | 70,07  | 52      |
| Ileana Gyarfaș      | 69,61  | 58      |
| Olga Munteanu       | 69,00  | 68      |
| Helga Bîrsan        | 68,00  | 79      |
| Eveline Slavici     | 67,73  | 85      |
| Elisabeta Abrudeanu | 63,73  | 117     |
| Teofila Băiașu      | 59,51  | 132     |

| Zawodniczka | Punkty | Miejsce |
| --- | ------ | ------- |
| Elisabeta Abrudeanu, Helga Bîrsan, Teofila Băiașu, Ileana Gyarfaș, Olga Göllner, Olga Munteanu, Stela Perin, Eveline Slavici | 483,06 | 9       |

Suma sześciu najlepszych wyników w konkursach indywidualnych.
| Zawodniczka | Punkty | Miejsce |
| --- | ------ | ------- |
| Elisabeta Abrudeanu, Helga Bîrsan, Teofila Băiașu, Ileana Gyarfaș, Olga Göllner, Olga Munteanu, Stela Perin, Eveline Slavici | 66,80  | 12      |

### Jeździectwo
Mężczyźni
- Petre Andreanu
- Gheorghe Antohi
- Ion Constantin
- Ion Jipa
- Nicolae Mihalcea
- Mihai Timu

| Zawodnik        | Punkty | Miejsce |
| --------------- | ------ | ------- |
| Gheorghe Antohi | 38,25  | 39      |
| Ion Jipa        | 39,00  | 40      |
| Ion Constantin  | 103,00 | 48      |

| Zawodnicy                                 | Punkty | Miejsce |
| ----------------------------------------- | ------ | ------- |
| Gheorghe Antohi, Ion Constantin, Ion Jipa | 180,25 | 13      |

Suma wyników indywidualnych zespołów 3 osobowych.
| Zawodnik         | Punkty            | Miejsce           |
| ---------------- | ----------------- | ----------------- |
| Petre Andreanu   | niesklasyfikowany | niesklasyfikowany |
| Nicolae Mihalcea | niesklasyfikowany | niesklasyfikowany |
| Mihai Timu       | niesklasyfikowany | niesklasyfikowany |

| Zawodnicy                                    | Punkty            | Miejsce           |
| -------------------------------------------- | ----------------- | ----------------- |
| Petre Andreanu, Nicolae Mihalcea, Mihai Timu | niesklasyfikowani | niesklasyfikowani |

### Kajakarstwo
Reprezentacja Rumunii w kajakarstwie zadebiutowała na igrzyskach w 1952 wystawiając tylko jednego zawodnika. Mircea Anastasescu uczestniczył w konkursie kajakarzy jedynek na dystansie 1000 metrów. Zajął ostatnie 6 miejsce w grupie eliminacyjnej, jednakże jego rezultat był lepszy niż czwartego w grupie pierwszej Włocha Giorgio Piccinelliego.
Mężczyźni
- Mircea Anastasescu

| Zawodnik           | 1 runda | Miejsce | Finał | Miejsce |
| ------------------ | ------- | ------- | ----- | ------- |
| Mircea Anastasescu | 4:32.9  | 6       |       | 16      |

### Kolarstwo
Na pierwszych powojennych igrzyskach olimpijskich z udziałem Rumunii zadebiutowała rumuńska reprezentacja kolarska. Reprezentanci Rumunii drużynowo zajęli 12 pozycję na 13 ekip, które ukończyły wyścig (15 ekip nie ukończyło zawodów), Indywidualnie najlepszym wynikiem było 29 miejsce Constantina Stănescu. Na torze jedyny reprezentant Rumunii w sprincie odpadł w repasażu po pierwszej rundzie, natomiast w wyścigu indywidualnym na 1000 metrów zajął 6. miejsce.
Mężczyźni
- Victor Georgescu
- Ion Ioniță
- Marin Niculescu
- Petre Nuță
- Constantin Stănescu

| Zawodnik            | Czas        | Miejsce           |
| ------------------- | ----------- | ----------------- |
| Constantin Stănescu | 5-21:01.4   | 29                |
| Marin Niculescu     | 5-23:34.1   | 41                |
| Victor Georgescu    | 5-24:27.5   | 44                |
| Petre Nuță          | Nieukończył | Niesklasyfikowany |

| Zawodnicy                                                                      | Czas       | Miejsce |
| ------------------------------------------------------------------------------ | ---------- | ------- |
| Victor Georgescu, Ion Ioniță, Marin Niculescu, Petre Nuță, Constantin Stănescu | 16-08:03.0 | 12      |

Suma trzech najlepszych zawodników w jeździe indywidualnej z każdej reprezentacji.
| Zawodnik   | 1 runda | Miejsce | Repasaż | Miejsce | Ćwierćfinał | Miejsce | Repasaż | Miejsce | Półfinał | Miejsce | Repasaż | Miejsce | Finał | Miejsce |
| ---------- | ------- | ------- | ------- | ------- | ----------- | ------- | ------- | ------- | -------- | ------- | ------- | ------- | ----- | ------- |
| Ion Ioniță | ?       | 4       | ?       | 5       |             |         |         |         |          |         |         |         |       |         |

| Zawodnik   | Finał  | Miejsce |
| ---------- | ------ | ------- |
| Ion Ioniță | 1:14.4 | 6       |

### Koszykówka
W debiucie reprezentacji koszykarskiej Rumunii, Rumuni przegrali wszystkie mecze i ostatecznie zostali sklasyfikowani na ostatnim 25 miejscu w turnieju. W turnieju eliminacyjnym mecze były rozgrywane do momentu kiedy drużyna miała matematyczne szanse na awans lub ich brak, stąd mecze z Turcją i Egiptem nie odbyły się.
Mężczyźni
- Georghe Constantinide
- Grigore Costescu
- Cornel Călugăreanu
- Andrei Folbert
- Ladislau Mokos
- Liviu Naghy
- Mihai Nedef
- Cezar Niculescu
- Dan Niculescu
- Adrian Petroşanu
- Vasile Popescu
- Emanoil Răducanu

Drużyny w turnieju eliminacyjnym grały tak długo aż było pewne, że się zakwalifikują lub się nie zakwalifikują do dalszej części.
| 15 lipca 1952 | Kanada | 72:51(28:21) | Rumunia | Sędzia: Gerard Barros |
| 15 lipca 1952 |        | 72:51(28:21) |         | Sędzia: Gerard Barros |

| 17 lipca 1952 | Włochy | 53:39(19:26) | Rumunia | Sędzia: Farrell Framelius |
| 17 lipca 1952 |        | 53:39(19:26) |         | Sędzia: Farrell Framelius |

| poz | Flaga            | Reprezentacja | Zwycięstwa. | Remisy | Porażki | Punkty | Bramki  |
| --- | ---------------- | ------------- | ----------- | ------ | ------- | ------ | ------- |
| 1   | Kanada           | Kanada        | 3           | 0      | 0       | 6      | 203-165 |
| 2   | Królestwo Egiptu | Egipt         | 2           | 0      | 1       | 4      | 187-170 |
| 3   | Włochy           | Włochy        | 2           | 0      | 2       | 4      | 221-210 |
| 4   | Turcja           | Turcja        | 0           | 0      | 2       | 0      | 82-113  |
| 5   |                  | Rumunia       | 0           | 0      | 2       | 0      | 90-125  |

### Lekkoatletyka
Mężczyźni
- Ion Baboie
- Dinu Cristea
- Zeno Dragomir
- Constantin Dumitru
- Victor Firea
- Radu Ioniță
- Dumitru Paraschivescu
- Ion Söter
- Vasile Teodosiu

Kobiety
- Emma Konrad
- Lia Manoliu
- Alexandra Sicoe

| Zawodnik        | Finał        | Miejsce |
| --------------- | ------------ | ------- |
| Dinu Cristea    | 2-39:42.2    | 31      |
| Vasile Teodosiu | 2-46:00.8    | 41      |
| Radu Ioniță     | Nie ukończył |         |

| Zawodnik     | Runda pierwsza | Miejsce | Finał | Miejsce |
| ------------ | -------------- | ------- | ----- | ------- |
| Victor Firea | 9:29.2         | 9       |       | 25      |

| Zawodnik              | Finał     | Miejsce |
| --------------------- | --------- | ------- |
| Dumitru Paraschivescu | 4-41:05.2 | 7       |
| Ion Baboie            | 4-41:52.8 | 8       |

| Zawodnik  | el. 1,87 | 1,70 | 1,80 | 1,90 | 1,95 | 1,98 | Miejsce |
| --------- | -------- | ---- | ---- | ---- | ---- | ---- | ------- |
| Ion Söter | xxo      | (-)  | (-)  | o    | xo   | xxx  | 6       |

| Zawodnik      | 3,60 | 3,80 | 3,95 | 4,10 | 4,20 | 4,30 | 4,40 | 4,50 | 4,55 | 4,60 | Miejsce |
| ------------- | ---- | ---- | ---- | ---- | ---- | ---- | ---- | ---- | ---- | ---- | ------- |
| Zeno Dragomir |      | xo   | xxx  |      |      |      |      |      |      |      | 18      |

| Zawodnik           | el.   | 1 runda | 2 runda | 3 runda | 4 runda | 5 runda | 6 runda | Najlepszy wynik | Miejsce |
| ------------------ | ----- | ------- | ------- | ------- | ------- | ------- | ------- | --------------- | ------- |
| Constantin Dumitru | 50,92 | 52,77   | faul    | 50,62   |         |         |         | 52,77           | 12      |

### Piłka nożna
Rumuni w swoim drugim występie na letnich igrzyskach olimpijskich, trafili w pierwszym meczu na Węgrów, którzy ostatecznie zdobyli złoty medal. Rumuni swój jedyny mecz przegrali 2:1 strzelając jedną z dwóch straconych przez Węgrów bramek.
Mężczyźni
- Valeriu Călinoiu
- Zoltan Farmati
- Eugen Iordache
- Iosif Kovacs
- Titus Ozon
- Tudor Paraschiva
- Iosif Petschovski
- Gavril Serföző
- Ion Suru
- Ion Voinescu
- Vasile Zavoda

|  | Węgry | 2:1(1:0) | Rumunia | Turku Sędzia: Latishev, N. Bernardi, G. Asprogerakas, S. |
|  |       | 2:1(1:0) |         | Turku Sędzia: Latishev, N. Bernardi, G. Asprogerakas, S. |

### Piłka wodna
Reprezentacja Rumunii w piłce wodnej w swoim debiucie zagrała dwa mecze. Pierwszy z reprezentacją Reprezentacja Stanów Zjednoczonych w piłce wodnej. Reprezentacja Stanów Zjednoczonych przed Igrzyskami Olimpijskimi 1952 miała w dorobku 5 medali w tej dyscyplinie, jednakże trzy spośród nich zostały wywalczone podczas Igrzysk Olimpijskich 1904. Rumunii przegrali ten mecz co spowodowało przejście do baraży, w których zostały rozlosowane wszystkie zespoły, które przegrały pierwsze mecze. W barażu Rumuni trafili na reprezentację Republiki Federalnej Niemiec, przed wojną Niemcy zdobyli trzy razy medale w tej dyscyplinie. Mecz ten został również przegrany co spowodowało odpadnięcie z turnieju.
Mężczyźni
- Zoltan Hospodar
- Adalbert Iordache
- Octavian Iosim
- Atila Kelemen
- Zoltan Norman
- Arcadie Sarcadi
- Gavrila Törok
- Francisc Șimon

|  | Stany Zjednoczone | 6:3 | Rumunia |  |
|  |                   | 6:3 |         |  |

|  | RFN | 8:4 | Rumunia |  |
|  |     | 8:4 |         |  |

### Pływanie
Reprezentacja pływacka zadebiutowała w igrzyskach wystawiając jednego zawodnika. Iosif Novac zajął 3 miejsce w grupie eliminacyjnej jednakże wówczas liczyło się nie jak zazwyczaj miejsce, ale czas, stąd nie zdołał się zakwalifikować do półfinału.
Mężczyźni
- Iosif Novac

| Zawodnik    | 1 runda | Miejsce | Półfinał | Miejsce | Finał | Miejsce |
| ----------- | ------- | ------- | -------- | ------- | ----- | ------- |
| Iosif Novac | 1:00.5  | 3       |          |         |       | 26      |

### Podnoszenie ciężarów
Mężczyźni
- Alexandru Cosma
- Ilie Dancea
- Ilie Enciu
- Gheorghe Pițicaru

### Strzelectwo
Po 12 letniej przerwie w występach reprezentacji Rumunii na letnich igrzyskach olimpijskich, związanej z II wojną światową, reprezentacja Rumunii w strzelectwie wystąpiła na Letnich Igrzyskach Olimpijskich 1952 w Helsinkach. W stolicy Finlandii Iosif Sîrbu, w strzeleniu z karabiny z 50 metrów, zdobył w pierwszy w historii Rumunii złoty medal olimpijski natomiast Gheorghe Lichiardopol brązowy. Dodatkowo najgorszym wynikiem rumuńskiego strzelca oprócz występu Petre Cișmigiu, który był 20 w strzelaniu z karabinu z 50 metrów, było 6 miejsce. Bezbłędny występ Iosifa Sîrbu był wyrównaniem rekordu świata w tej dyscyplinie.
Mężczyźni
- Penait Călcâi
- Petre Cișmigiu
- Gheorghe Lichiardopol
- Iosif Sîrbu

| Zawodnik              | Runda 1 | Runda 2 | Suma | Miejsce |
| --------------------- | ------- | ------- | ---- | ------- |
| Gheorghe Lichiardopol | 288     | 290     | 578  | 3       |
| Penait Călcâi         | 282     | 293     | 575  | 6       |

| Zawodnik    | Stojąc | Klęcząc | Leżąc | Suma | Miejsce |
| ----------- | ------ | ------- | ----- | ---- | ------- |
| Iosif Sîrbu | 378    | 383     | 400   | 1161 | 6       |

| Zawodnik       | Runda 1 | Runda 2 | Runda 3 | Runda 4 | Suma | Miejsce |
| -------------- | ------- | ------- | ------- | ------- | ---- | ------- |
| Iosif Sîrbu    | 100     | 100     | 100     | 100     | 400  | 1       |
| Petre Cișmigiu | 99      | 99      | 98      | 100     | 396  | 20      |

### Szermierka
Reprezentacja Rumunii w szermierce po raz trzeci zaprezentowała się na letnich igrzyskach olimpijskich. Wyłącznie męska reprezentacja w konkursach drużynowych plasowała się na ostatnich miejscach. W turniejach indywidualnych Rumunii podobnie jak wcześniej nie odgrywali znaczącej roli. W przeciwieństwie do poprzednich igrzysk reprezentantom Rumunii udało dojść do półfinałów. Najbliżej do pierwszego w historii awansu do finału był Adalbert Gurath Sr., który w półfinale zajął 4 miejsce najwyższe nie dające awansu.
Mężczyźni
- Vasile Chelaru
- Adalbert Gurath Sr.
- Mihai Kokossy
- Nicolae Marinescu
- Ion Santo
- Ilie Tudor
- Zoltan Uray
- Andrei Vîlcea

| Zawodnik          | Przeciwnicy 1 runda                                                                       | Miejsce | Przeciwnicy ćwierćfinał                                                                  | Miejsce | Przeciwnicy półfinał | Miejsce | Finały | Miejsce |
| ----------------- | ----------------------------------------------------------------------------------------- | ------- | ---------------------------------------------------------------------------------------- | ------- | -------------------- | ------- | ------ | ------- |
| Vasile Chelaru    | Nate Lubell Benito Ramos Mark Midler Karl Bach Ricardo Rimini Augusto Gutiérrez           | 1       | Jéhan de Buhan Lajos Maszlay Nate Lubell Rolf Magnusson John Fethers                     | 5       |                      |         |        |         |
| Nicolae Marinescu | Bo Eriksson Norman Casmir Sergio Iesi Harry Thuillier Jock Gibson                         | 2       | Edoardo Mangiarotti Mohamed Ali Riad Nils Rydström Fulvio Galimi Luke Wendon Paul Valcke | 7       |                      |         |        |         |
| Andrei Vîlcea     | Gustave Ballister Albert Axelrod Kurt Lindeman José Rodríguez Edward Brooke Eduardo López | 4       | Jacques Lataste Endre Palócz André Verhalle Daniel Bukantz German Bokun Leif Klette      | 7       |                      |         |        |         |

| Zawodnicy                                                 | Przeciwnicy 1 runda   | Miejsce | Przeciwnicy ćwierćfinał | Miejsce | Przeciwnicy półfinał | Miejsce | Finały | Miejsce |
| --------------------------------------------------------- | --------------------- | ------- | ----------------------- | ------- | -------------------- | ------- | ------ | ------- |
| Andrei Vîlcea Ilie Tudor Nicolae Marinescu Vasile Chelaru | Stany Zjednoczone RFN | 3       |                         |         |                      |         |        |         |

| Zawodnik          | Przeciwnicy 1 runda                                                                                               | Miejsce | Przeciwnicy ćwierćfinał                                                                                                 | Miejsce | Przeciwnicy półfinał | Miejsce | Finały | Miejsce |
| ----------------- | --- | ------- | --- | ------- | -------------------- | ------- | ------ | ------- |
| Nicolae Marinescu | Egill Knutzen Carlos Dias John Fethers Paul Makler Sr. René Paul Antonio Chocano Roland Asselin                   | 1       | Dario Mangiarotti Sven Fahlman Jean-Baptiste Maquet René Bougnol Antonio Haro César Pekelman Wojciech Rydz Álvaro Pinto | 7       |                      |         |        |         |
| Vasile Chelaru    | Béla Rerrich Allan Jay César Pekelman Wojciech Rydz Jurij Deksbach Giovanni Bertorelli Patrick Duffy              | 6       | |         |                      |         |        |         |
| Zoltan Uray       | Mogens Lüchow Jean-Baptiste Maquet Ed Vebell Andrzej Przeździecki Edward Brooke Santiago Massini Charles Stanmore | 7       | |         |                      |         |        |         |

| Zawodnik            | Przeciwnicy 1 runda                                                                                              | Miejsce | Przeciwnicy ćwierćfinał                                                                                           | Miejsce | Przeciwnicy półfinał                                                                   | Miejsce | Finały | Miejsce |
| ------------------- | --- | ------- | --- | ------- | -------------------------------------------------------------------------------------- | ------- | ------ | ------- |
| Adalbert Gurath Sr. | José D’Andrea Heinz Lechner Antonio Haro Hans Esser Farid Abou-Shadi Roland Asselin                              | 4       | Pál Kovács Werner Plattner Gustave Ballister George Worth Lew Kuznecow Wojciech Zabłocki Edgardo Pomini           | 4       | Jacques Lefèvre Werner Plattner Tibor Berczelly Leszek Suski François Heywaert         | 4       |        |         |
| Ilie Tudor          | Marcel Van Der Auwera Henry Nordin Jules Amez-Droz Richard Liebscher Edmundo López Eduardo López Günther Knödler | 1       | Tibor Berczelly Heinz Lechner François Heywaert Borys Bełakow Jean-François Tournon Otto Greter Raimondo Carnera  | 3       | Aladár Gerevich Gastone Darè Heinz Lechner Daniel Sande Iwan Manajenko Joe de Capriles | 7       |        |         |
| Ion Santo           | Hubert Loisel Leszek Suski Edgardo Pomini Ivan Ruben Olaf Sandner Ivan Lund Umberto Menegalli                    | 4       | Vincenzo Pinton Jean Levavasseur Joe de Capriles Daniel Sande Marcel Van Der Auwera William Beatley Willy Fascher | 7       |                                                                                        |         |        |         |

| Zawodnicy                                        | Przeciwnicy 1 runda | Miejsce | Przeciwnicy ćwierćfinał | Miejsce | Przeciwnicy półfinał | Miejsce | Finały | Miejsce |
| ------------------------------------------------ | ------------------- | ------- | ----------------------- | ------- | -------------------- | ------- | ------ | ------- |
| Andrei Vîlcea Ion Santo Ilie Tudor Mihai Kokossy | Polska Francja      | 3       |                         |         |                      |         |        |         |

### Wioślarstwo
W debiucie rumuńskich wioślarzy na igrzyskach olimpijskich, wystartowała dziewięcioosobowa osada w ósemce. Rumuni w pierwszej rundzie przegrali z reprezentacjami Jugosławii i Australii przez co do półfinału musieli się kwalifikować przez repasaż, gdzie nie sprostali Duńczykom.
Mężczyźni
- Iosif Bergesz
- Milivoi Iancovici
- Ștefan Konyelicska
- Gheorghe Măcinic
- Ion Niga
- Ștefan Pongratz
- Alexandru Rotaru
- Ștefan Somogy
- Ion Vlăduț

| Zawodnicy | 1 runda | Miejsce | Repasaż | Miejsce | Półfinał | Miejsce | Repasaż | Miejsce | Finał | Miejsce |
| --- | ------- | ------- | ------- | ------- | -------- | ------- | ------- | ------- | ----- | ------- |
| Iosif Bergesz, Milivoi Iancovici, Ștefan Konyelicska, Gheorghe Măcinic, Ion Niga, Ștefan Pongratz, Alexandru Rotaru, Ștefan Somogy, Ion Vlăduț | 6:23.0  | 3       | 6:20.7  | 2       |          |         |         |         |       | 26      |

### Zapasy
Mężczyźni
- Marin Belușică
- Dumitru Cuc
- Ovidiu Forai
- Francisc Horvath
- Ion Popescu
- Dumitru Pîrvulescu
- Alexandru Șuli

Fall (z) – zwycięstwo przed czasem. Fall (p) – porażka przed czasem.
| Zawodnik           | Pierwsza runda    | Druga runda       | Trzecia runda     | Czwarta runda | Piąta runda | Szósta runda | Finał | Miejsce |
| ------------------ | ----------------- | ----------------- | ----------------- | ------------- | ----------- | ------------ | ----- | ------- |
| Dumitru Pîrvulescu | Maurice Mewis 0:3 | Franz Brunner 3:0 | Ignazio Fabra 0:3 |               |             |              |       | 9       |

| Zawodnik    | Pierwsza runda     | Druga runda     | Trzecia runda             | Czwarta runda     | Piąta runda | Szósta runda | Finał | Miejsce |
| ----------- | ------------------ | --------------- | ------------------------- | ----------------- | ----------- | ------------ | ----- | ------- |
| Ion Popescu | Zakaria Chihab 0:3 | Leo Cortsen 2:1 | Kemal Demirsüren Fall (z) | Artiom Terian 0:3 |             |              |       | 7       |

| Zawodnik         | Pierwsza runda       | Druga runda        | Trzecia runda | Czwarta runda | Piąta runda | Finał | Miejsce |
| ---------------- | -------------------- | ------------------ | ------------- | ------------- | ----------- | ----- | ------- |
| Francisc Horvath | Gunnar Håkansson 0:3 | Ernest Gondzik 0:3 |               |               |             |       | 5       |

| Zawodnik    | Pierwsza runda        | Druga runda          | Trzecia runda    | Czwarta runda    | Piąta runda | Szósta runda | Finał | Miejsce |
| ----------- | --------------------- | -------------------- | ---------------- | ---------------- | ----------- | ------------ | ----- | ------- |
| Dumitru Cuc | Aage Eriksen Fall (z) | Franco Benedetti 3:0 | Gustav Freij 0:3 | Szazam Safin 0:3 |             |              |       | 5       |

| Zawodnik       | Pierwsza runda      | Druga runda    | Trzecia runda    | Czwarta runda | Piąta runda | Finał | Miejsce |
| -------------- | ------------------- | -------------- | ---------------- | ------------- | ----------- | ----- | ------- |
| Marin Belușica | Veikko Männikkö 0:3 | Bela Čuzdi 3:0 | Osvaldo Riva 3:0 |               |             |       | 5       |

| Zawodnik     | Pierwsza runda   | Druga runda           | Trzecia runda | Czwarta runda | Piąta runda | Finał | Miejsce |
| ------------ | ---------------- | --------------------- | ------------- | ------------- | ----------- | ----- | ------- |
| Ovidiu Forai | Michel Skaff 1:2 | Karl-Erik Nilsson 0:3 |               |               |             |       | 8       |

| Zawodnik       | Pierwsza runda    | Druga runda       | Trzecia runda          | Czwarta runda | Piąta runda | Finał | Miejsce |
| -------------- | ----------------- | ----------------- | ---------------------- | ------------- | ----------- | ----- | ------- |
| Alexandru Șuli | Tauno Kovanen 3:0 | József Kovács 2:1 | Andonios Jeorgulis 3:0 |               |             |       | 5       |